# John Hickenlooper
John Wright Hickenlooper jr. (* 7. února 1952, Montgomery County, Pensylvánie) je americký politik. Od roku 2021 je demokratickým senátorem USA za Colorado. V letech 2003–2011 působil jako starosta města Denver a v letech 2011–2019 jako guvernér Colorada. V roce 2019 usiloval o demokratickou nominaci na prezidenta Spojených států, ale nakonec nominaci vzdal ještě předtím, než začaly primárky.
Hickenlooper vystudoval Wesleyánskou univerzitu v Connecticutu. Před svou politickou kariérou působil jako geolog a podnikatel.